# Lauri Ahlgrén
Lauri Kalevi Ahlgrén, född 4 september 1929 i Karkku, död 23 juli 2021, var en finländsk målare och grafiker.
Ahlgrén genomgick 1950–1953 Finlands konstakademis skola och studerade 1954 vid Fria konstskolan. Han har verkat som lärare vid Finlands konstakademis skola, sedermera Bildkonstakademin, och Tammerfors tekniska universitet samt varit huvudredaktör för tidskriften Taide.
Som konstnär banade han i mitten av 1900-talet väg för finländsk nutidskonst bland annat genom sina nyskapande form- och färgkompositioner. Samtidigt har han varit en pionjär inom den abstrakta färggrafiken i Finland.
Ahlgrén verkade 1974–1976 som ordförande i statens bildkonstkommission och 1983–1988 som ordförande i centralkommissionen för konst. År 1969 mottog han Pro Finlandia-medaljen. Han var 1980–1985 konstnärsprofessor och erhöll 1997 professors namn.
Bland Ahlgréns arbeten märks monumentala väggmålningar i Kuopio stadsteater (1963) och glasmålningar i Uleåborgs domkyrka (1977) samt centralyrkesskolan i Kajana. Ahlgrén finns representerad vid Moderna museet.